# Paparoa-Nationalpark
Der Paparoa-Nationalpark umfasst ein 300 km² großes Gebiet an der Westküste von Neuseelands Südinsel. Der Park schützt auf einer verhältnismäßig kleinen Fläche ganz verschiedene Typen von Biotopen von der Küste der Tasmansee bis zu den Gipfeln der Neuseeländischen Alpen (Southern Alps). Er wurde 1987 als 11. Nationalpark des Landes gegründet, um das sensible Ökosystem der Region vor einer Übernutzung durch Bergbau und Forstwirtschaft zu schützen.

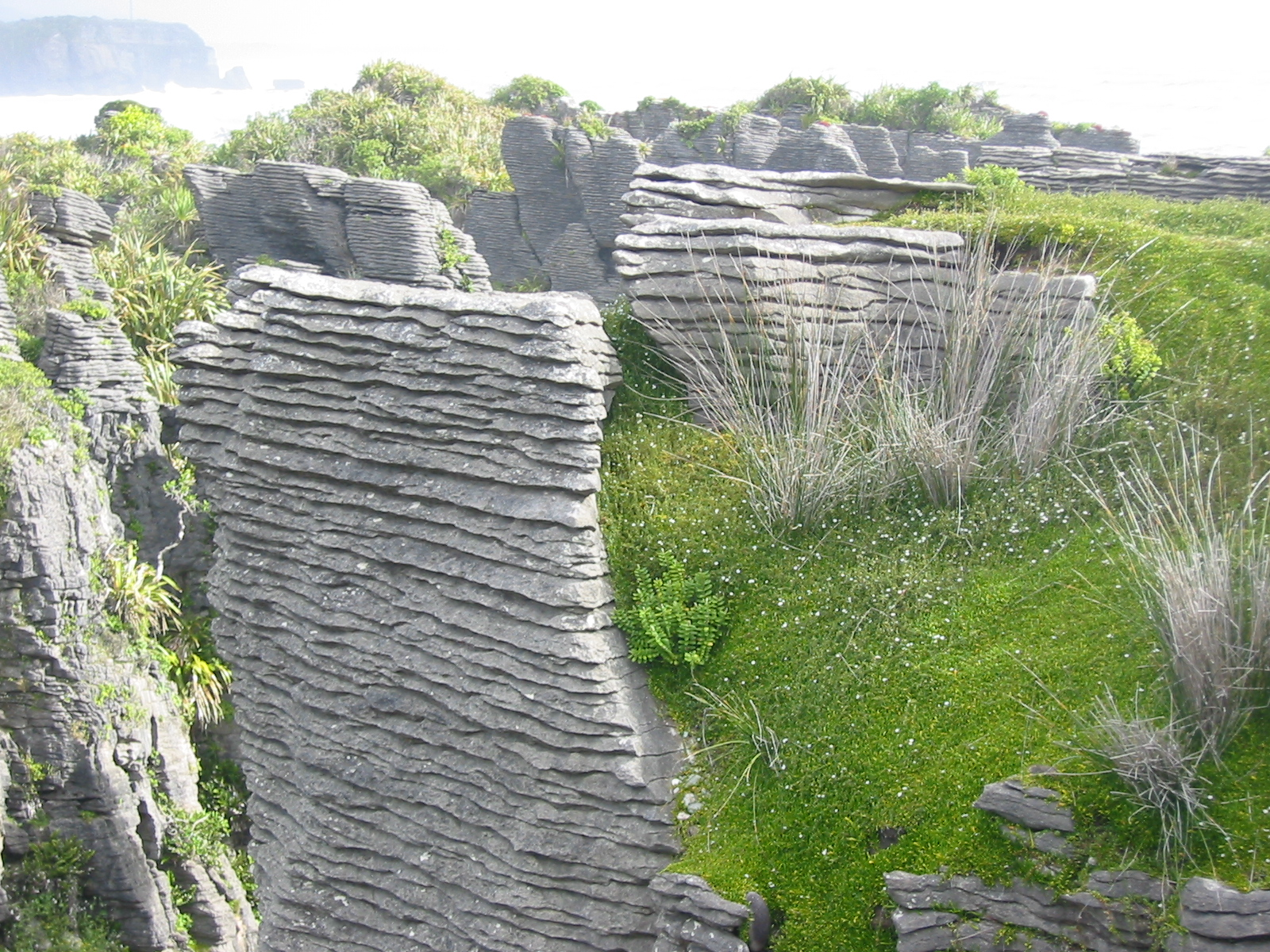
Pancake Rocks bei Punakaiki

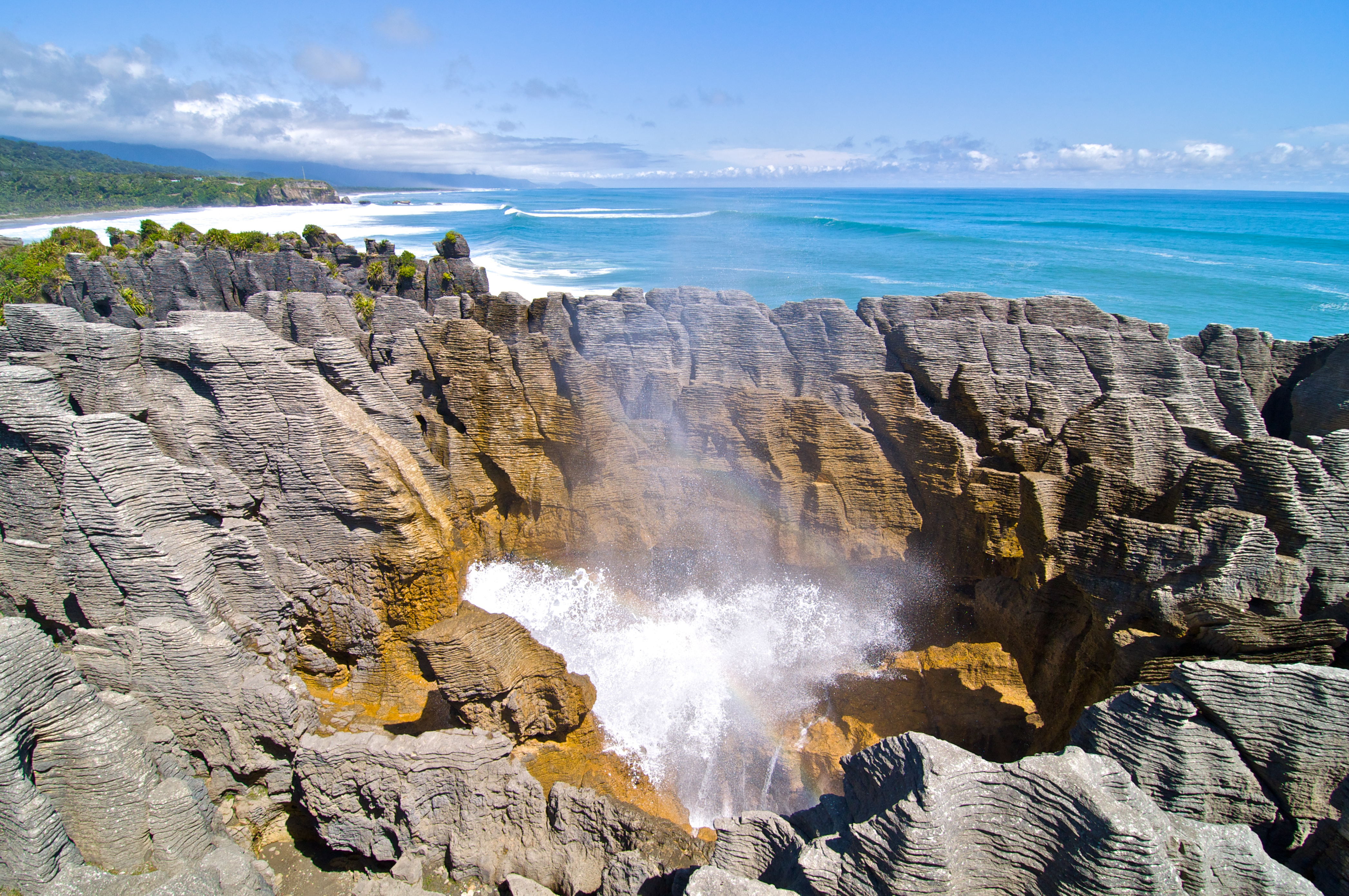
Pancake Rocks bei Punakaiki

Die besondere Landschaft des Paparoa-Nationalparks ist das Resultat des Kalksteins, der das dominierende Gestein der Region darstellt. Da er leichter als andere Steine von der natürlichen Erosion abgetragen werden kann findet man im Park bizarre Felsformationen, tiefe Canyons und diverse Höhlen. Geologische Formationen von besonderer Bedeutung sind die so genannten Pancake Rocks an der Küste sowie der Paparoa-Karst.
Im Binnenland ist das Gebiet des Nationalparks überwiegend von Küstenregenwald bedeckt; Laubbäume, Palmen, Kletterpflanzen und Farne bilden hier einen dichten Dschungel. Ein mildes Klima mit sehr großen Niederschlagsmengen begünstigt die subtropische Vegetation der tieferen Lagen. Durch die vielen verschiedenen Bodentypen findet sich bei den Bäumen eine größere Artenvielfalt als in den meisten anderen Regionen Neuseelands. Besonders im Tal des Pororari-Rivers gibt es viele Nikau-Palmen. Die Tierwelt des Paparoa-Nationalparks wird durch eine Vielzahl einheimischer Vogelarten dominiert, darunter der Kiwi. Der Westlandsturmvogel ist eine im Park endemische Art.
Das Gebiet wird durch den entlang der Küste verlaufenden State Highway 6 erschlossen, an dem die einzigen Orte Punakaiki, Te Miko, Pahautane und Tiromoana liegen.